# Aschehougprijs
De Aschehougprijs (Noors: Aschehougprisen) is een Noorse literatuurprijs, die jaarlijks wordt uitgereikt door uitgeverij Aschehoug en werd ingesteld ter gelegenheid van haar honderdjarig bestaan in 1972. 
De prijs wordt toegekend aan Noorse auteurs op basis van recente publicaties, ongeacht uitgeverij. De uitverkiezing wordt bepaald door een dwingende aanbeveling van de Noorse Vereniging van Recensenten (Norsk kritikerlag). De prijs is een beeldje en 100.000 Noorse kronen (2007).

## Gelauwerden
- 1973 – Stein Mehren
- 1974 – Bjørg Vik
- 1975 – Kjartan Fløgstad
- 1976 – Karin Bang
- 1977 – Knut Hauge
- 1978 – Olav H. Hauge

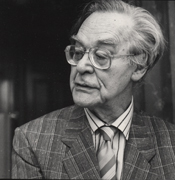
Rolf Jacobsen (winnaar 1986)

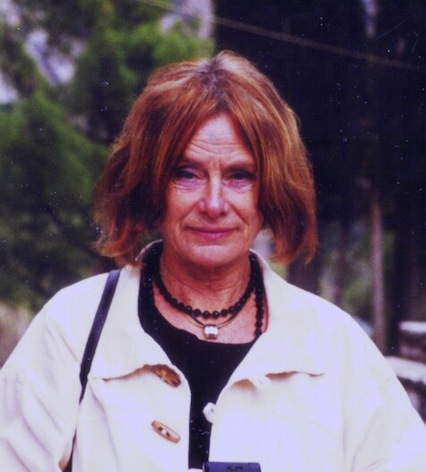
Eldrid Lunden (winnaar 1992)

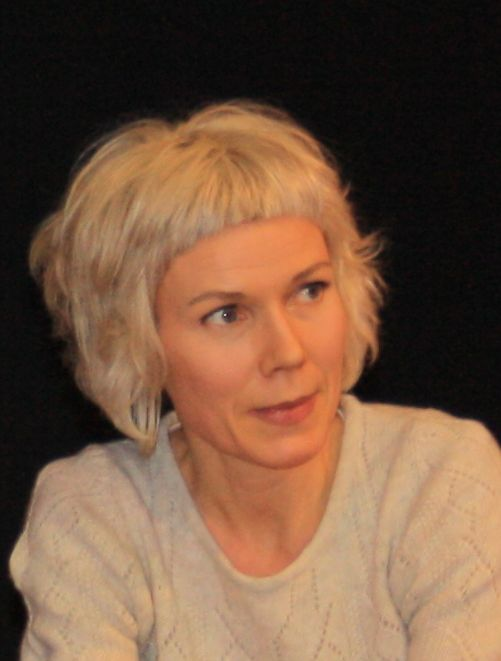
Hanne Ørstavik (winnaar 2007)

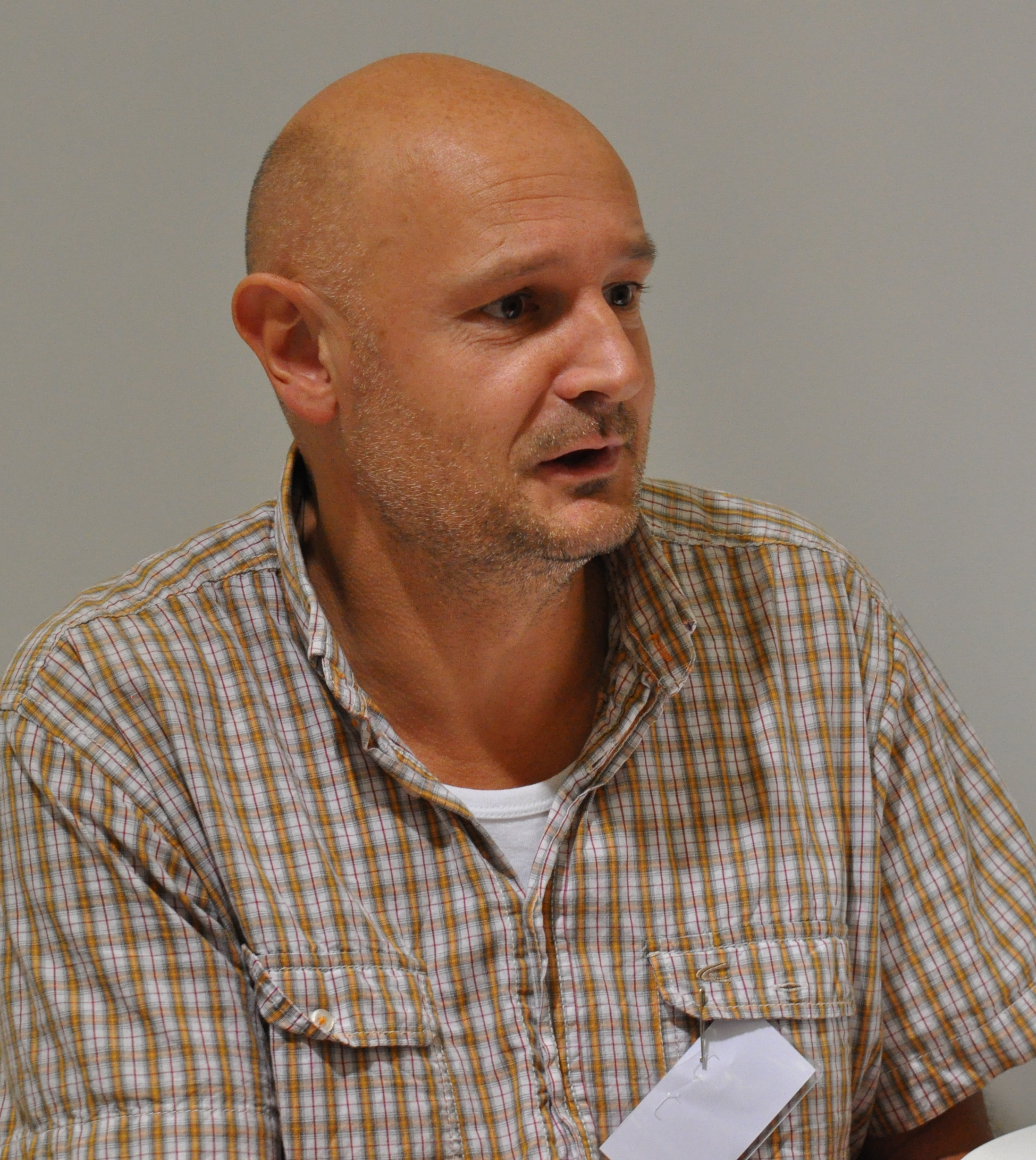
Erlend Loe (winnaar 2011)

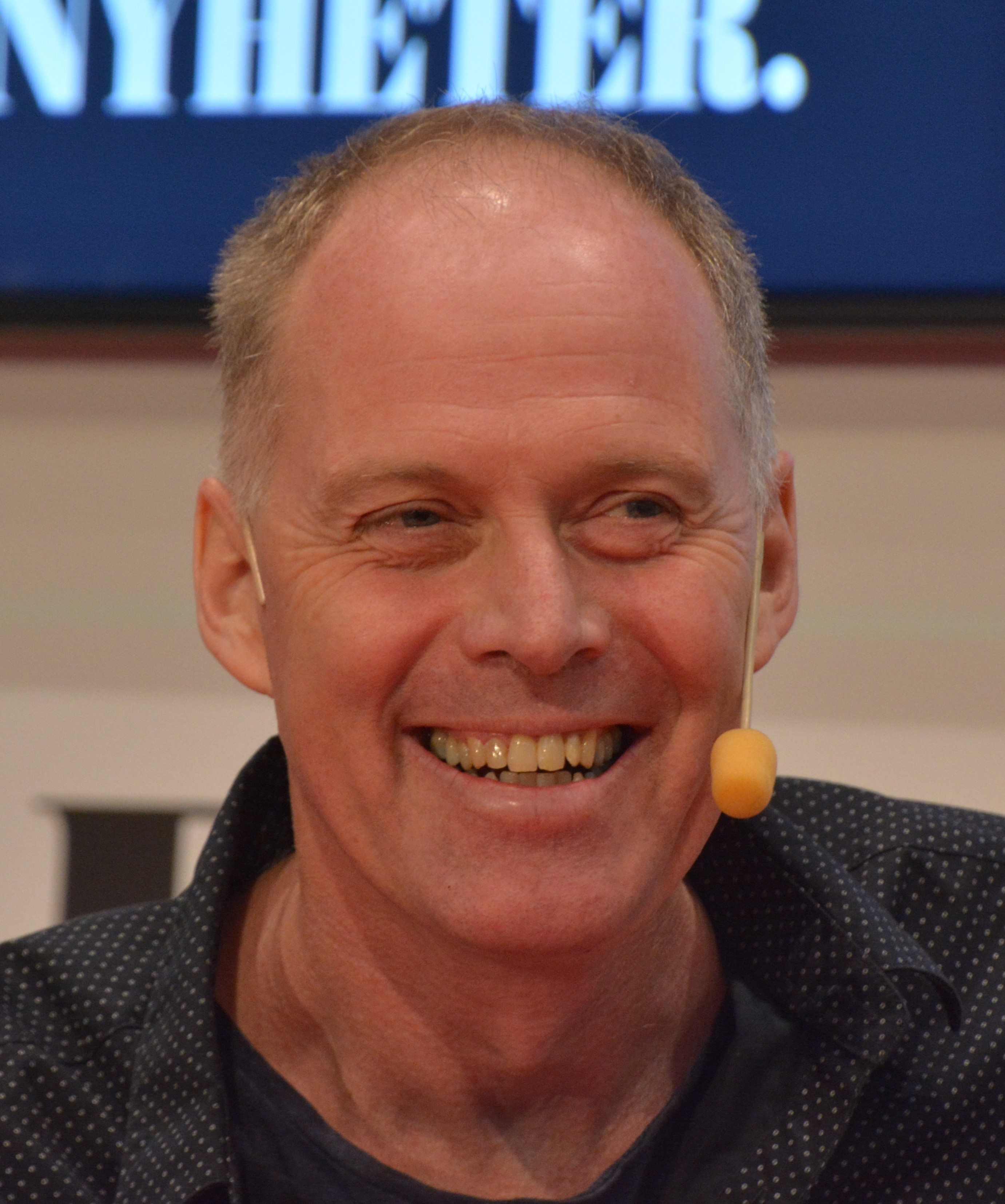
Geir Gulliksen (winnaar 2014)

- 1979 – Ernst Orvil en Tor Åge Bringsværd
- 1980 – Idar Kristiansen
- 1981 – Jan Erik Vold
- 1982 – Kjell Erik Vindtorn
- 1983 – Arnold Eidslott
- 1984 – Cecilie Løveid
- 1985 – Edvard Hoem
- 1986 – Rolf Jacobsen
- 1987 – Finn Carling
- 1988 – Einar Økland
- 1989 – Bergljot Hobæk Haff
- 1990 – Erling Kittelsen
- 1991 – Kjell Askildsen
- 1992 – Eldrid Lunden
- 1993 – Jan Kjærstad
- 1994 – Inger Elisabeth Hansen
- 1995 – Lars Amund Vaage
- 1996 – Tor Fretheim
- 1997 – Jon Fosse
- 1998 – Gro Dahle
- 1999 – Øyvind Berg
- 2000 – Laila Stien
- 2001 – Ole Robert Sunde
- 2002 – Ellen Einan
- 2003 – Steinar Opstad
- 2004 – Dag Solstad
- 2005 – Hans Herbjørnsrud
- 2006 – Espen Haavardsholm
- 2007 – Hanne Ørstavik
- 2008 – Paal-Helge Haugen
- 2009 – Thure Erik Lund
- 2010 – Anne Oterholm
- 2011 – Bjørn Sortland
- 2012 – Ragnar Hovland
- 2013 – Erlend Loe
- 2014 – Geir Gulliksen
- 2015 – Vigdis Hjorth
- 2016 – Per Petterson
- 2017 – Øyvind Rimbereid
- 2018 – Liv Køltzow
- 2019 – Johan Harstad
- 2020 – Niet uitgereikt
- 2021 – Karin Haugane
- 2022 – Linn Ullmann
- 2023 – Ingvar Ambjørnsen